# Brefonalol
Brefonalol je beta-adrenargijaki antagonista koji smanjuje frekvenciju srca i krvni pritisak, i širi krvne sudove. On je proučavan oko 1990. godine, ali prema podacima iz 2021. godine nije poznato da će biti plasiran na tržište.